# Raytheon Technologies
Raytheon Technologies Corporation je americký nadnárodní letecký a vojensko-průmyslový konglomerát se sídlem ve Walthamu ve státě Massachusetts. Podle výše tržeb a tržní kapitalizace je jedním z největších světových výrobců v odvětvích leteckého průmyslu, zpravodajských služeb a obrany. Společnost Raytheon Technologies (RTX) se zabývá výzkumem, vývojem a výrobou pokročilých technologických produktů v leteckém a obranném průmyslu, včetně leteckých motorů, avioniky, leteckých struktur, kybernetické bezpečnosti, řízených střel, systémů protivzdušné obrany, satelitů a bezpilotních letadel. Společnost také, jako významný vojenský dodavatel, získává významnou část svých příjmů od americké vlády.
Společnost je výsledkem rovnocenného spojení dceřiných společností United Technologies Corporation (UTC) a Raytheon Company v odvětví letectví a kosmonautiky, které bylo dokončeno 3. dubna 2020. Před fúzí vyčlenila společnost UTC své dceřiné společnosti, které se netýkaly letectví, Otis Elevator Company a Carrier Corporation. Společnost UTC je tak nominálním pozůstalým po fúzi, ale změnila svůj název na Raytheon Technologies a přemístila své sídlo do Walthamu. Bývalý generální ředitel a předseda představenstva UTC Gregory J. Hayes je předsedou představenstva a generálním ředitelem sloučené společnosti.
Společnost má čtyři dceřiné společnosti: Collins Aerospace, Pratt & Whitney, Raytheon Intelligence & Space a Raytheon Missiles & Defense.